# Teófilo Salinas Fuller
Teófilo Salinas Fuller foi um ilustre líder peruano, nascido em 1919 em Lima, filho de Teófilo Salinas Fuller Cossío e García Ofelia. Ele foi um dos principais dirigentes do futebol do Peru e da América do Sul durante o século XX. Ele se tornou presidente da Federação Peruana de Futebol entre 1962 e 1964.
Ele foi presidente da Conmebol desde 1966, sucedendo Raúl Colombo (ARG), até 1986, e foi sucedido por Nicolás Leoz (PAR). Durante seu mandato viu a ascensão de João Havelange, do Brasil, para a presidência da FIFA. Aposentou-se do comando, depois de 20 anos de serviço no âmbito do 50 Congresso em Bogotá.
Ele se casou com Eva e Elena Molina Rubio Pardo Artigas. Morre aos 80 anos Lima, de 17 de maio de 1999.